# Europa (coet)
L'Europa va ser un coet espacial europeu de tres etapes desenvolupat a principis dels anys 1960 per la ELDO (European Launcher Development Organisation, Organització de Desenvolupament del Llançador Europeu). També anomenat ELDO A, va ser el primer llançador desenvolupat a nivell d'Europa.

## Història
El míssil balístic britànic Blue Streak va ser cancel·lat el 1960, quan els britànics van adonar-se que no podien competir amb els tipus de míssils que els americans o els russos estaven construint. En el marc de decidir com implementar Blue Streak, els britànics van arribar al concepte de plataforma de llançament de míssils (sitges de míssils), encara que cap va ser realment construït a Gran Bretanya. El difícil emmagatzematge d'oxigen líquid va estancar el desenvolupament del coet Blue Streak.
A la Royal Aircraft Establishment a Farnborough se li va assignar la tasca de considerar la possibilitat d'adaptar el míssil com a vehicle de llançament de satèl·lits, juntament amb altres parts de coets. El 1961 Peter Thorneycroft, Baron Thorneycroft, el ministre d'Aviació, va pensar en un projecte europeu comú, la intenció principal fou no perdre el desenvolupament d'un coet avançat, i no deixar l'exploració espacial a mans dels nord-americans i russos. Una possible e anglo-francesa va ser considerada, i ELDO es va ser signat el 16 d'abril de 1962.
Un disseny de coet de tres etapes va ser desenvolupat, i se li va donar el nom d'ELDO-A, més tard el projecte fou anomenat Europa.
El gener de 1965, els francesos van considerar que el disseny inicial de tres etapes no seria prou avançada per portar el volum de càrrega útil requerits, i el desenvolupament d'un altre coet - ELDO-B- va ser iniciat. Aquest nou disseny tenia hidrogen líquid com a combustible per a la segona i tercera fases per tal de reduir el cost del projecte mitjançant l'eliminació de llançadors de transició. En aquest nou projecte Blue Streak fou usat per la primera etapa. ELDO més tard no va estar d'acord amb aquest nou disseny, però els francesos se sortiren amb la seva i el coet ELDO-B es convertiria en Ariane, el primer llançament del qual fou el 1979.
El programa Europa va ser iniciat pel Regne Unit i el primer llançament estava previst pel novembre de 1966, però el primer llançament de les dues primeres etapes es va produir a l'agost de 1967, amb les tres etapes (Europa 1) el novembre de 1968.
L'abril de 1966, els costos estimats havien augmentat a 150 milions £, a partir d'un cost inicial estimat de 70 milions £.
Gran Bretanya estava aportant el 40% dels costos. A principis de juny de 1966, el govern britànic (Fred Mulley) va decidir que no podia afrontar el cost, i volia deixar l'organització ELDO. Això també va ser en un moment en què la tecnologia de satèl·lit estava a punt de canviar el món. Però els satèl·lits geoestacionaris haurien s'asol·lir una altura de 37.000 quilòmetres sobre la Terra, i no 201 quilòmetres com podia fer el coet Europa. La contribució de Gran Bretanya es va reduir al 27%.
A mitjans de novembre de 1968, en una Conferència Espacial Europea a Bonn es va decidir, la proposta de fusionar ELDO amb ESRO per formar una autoritat espai pan-europea a principis de 1970. La ESA no es formaria fins a 1975.
El 1970, la base de llançament en francès de Guaiana Francesa va tenir cost 45 milions de £, i en aquest mateix any França es va convertir en el soci més important en el projecte, la planificació de la construcció de dues terceres parts del coet, així com posseir el lloc de llançament. Encara que només en el paper, la participació de Gran Bretanya en el projecte es va reduir molt, després d'haver estat en gran part responsable (amb un lloc de llançament a Austràlia) per obtenir tot el projecte va en primer lloc. No obstant això, tots els llançadors, al final, eren completament dependents del coet britànic per la primera etapa.
El 1971, s'havien gastat en el projecte més de 250 milions £, amb el coet Europa 2 amb un cost superior a 4 milions de £.

## Desenvolupament
Cada etapa va ser desenvolupada per un país diferent: la primera etapa consistia en realitat en el cos d'un míssil britànic Blue Streak (derivat del Black Knight), la segona etapa, anomenada Coralie era francesa i la tercera, Astris, alemany. La còfia va ser desenvolupada per Itàlia, i Bèlgica i els Països Baixos es van encarregar dels sistemes de seguiment. Al projecte es va unir Austràlia (l'únic soci no europeu) que proporcionaria les instal·lacions de llançament de Woomera. Tots els intents d'aconseguir òrbita fracassar a causa de fallades en la segona i tercera etapes. El projecte va ser cancel·lat després de l'abandonament dels socis britànics, donant pas al desenvolupament de la família de coets Ariane.
El projecte es desenvoluparia en tres fases:
- Fase I: tres vols de prova de la primera fase només per provar les modificacions fetes al Blue Streak i els sistemes de telemetria i seguiment. Els tres vols van ser reeixits.
- Fase II: tres vols suborbitals del vehicle amb les tres etapes. En el primer vol només funcionaria la primera etapa, en el segon vol les dues primeres i en el tercer vol funcionarien les tres. Serien llançats en direcció nord per acabar impactant en algun lloc del desert de Simpson. Els vols van ser un fracàs.
- Fase III: quatre vols orbitals en què s'hauria validat el llançador. Mai es va arribar a aquesta fase.

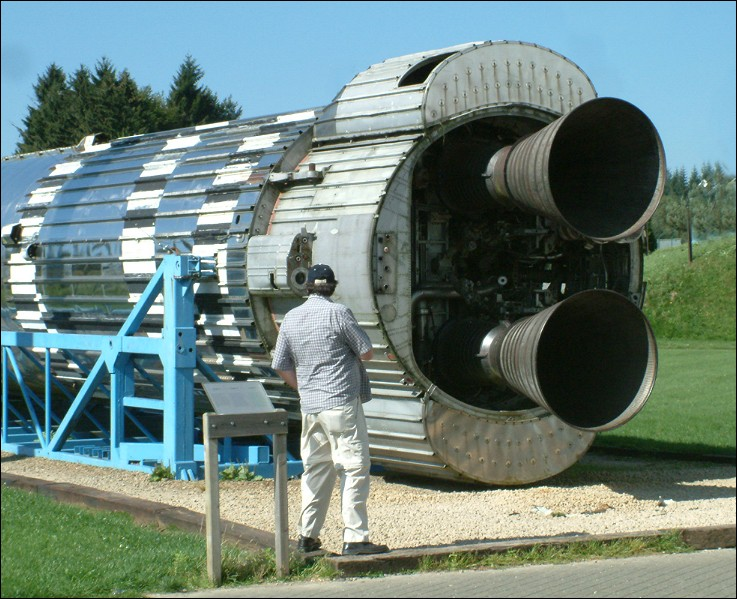
Motors de l'Europa II.

A la pràctica, només la Fase I va tenir èxit. A la Fase II la segona i tercera etapes van tenir diversos problemes, fins al punt d'afegir un vol més a la Fase II per compensar els problemes. En total van arribar a fer-se 11 llançaments, 7 dels quals van suposar un fracàs.
Els britànics van començar a perdre interès, centrant-se, a partir de l'experiència adquirida amb el Black Knight i el Blue Streak en el desenvolupament del seu propi coet, el Black Arrow, i el lloc de llançament va ser canviat a la Guaiana Francesa. Poc després Regne Unit pràcticament va abandonar el projecte, el que també va suposar la fi de la ELDO, no sense abans redissenyar el coet per convertir-lo en un llançador de quatre etapes, sent la quarta etapa la fase superior d'un coet francès Diamant BP4 modificada, el Diamant B-3 (PAS, Perigee-Apogee System), amb el que va passar a denominar Europa II, després d'això el projecte va ser cancel·lat definitivament, tot i arribar a projectar-fins i tot una versió totalment redissenyada i més potent del coet, l'Europa III, que mai va arribar a ser construïda. França va prendre les regnes, arribant a la creació de l'ESA i del llançador Ariane.
El primer llançament de la Fase I va tenir lloc el 4 de juny de 1964. L'últim vol va ser llançat el 5 de novembre de 1971.

## Especificacions
- Càrrega màxima: 200 kg a una òrbita de transferència geoestacionària.
- Empenyiment en enlairament: 1500  kN
- Massa total: 104.670 kg.
- Diàmetre del cos principal: 3,05 m.
- Longitud total: 33 m.

## Llançaments
| Vol | Data                   | Model     | Etapes actives                     | Lloc de llançament          |         |
| --- | ---------------------- | --------- | ---------------------------------- | --------------------------- | ------- |
| 01  | 5 de juny de 1964      | Europa I  | Blue Streak                        | -                           | Woomera |
| 02  | 1 d'octubre de 1964    | Europa I  | Blue Streak                        | -                           | Woomera |
| 03  | 1 de març de 1965      | Europa I  | Blue Streak                        | -                           | Woomera |
| 04  | 23 de maig de 1966     | Europa I  | Blue Streak                        | maqueta de la segona etapa  | Woomera |
| 05  | 14 de novembre de 1966 | Europa I  | Blue Streak                        | maqueta de la segona etapa  | Woomera |
| 06  | 4 d'agost de 1967      | Europa I  | Blue Streak i Coralie              | maqueta de la tercera etapa | Woomera |
| 07  | 4 de desembre de 1967  | Europa I  | Blue Streak i Coralie              | maqueta de la tercera etapa | Woomera |
| 08  | 29 de novembre de 1968 | Europa I  | Blue Streak, Coralie i Astris      | STV-1                       | Woomera |
| 09  | 3 de juliol de 1969    | Europa I  | Blue Streak, Coralie i Astris      | STV-2                       | Woomera |
| 10  | 12 de juny de 1970     | Europa I  | Blue Streak, Coralie i Astris      | STV-3                       | Woomera |
| 11  | 4 de novembre de 1971  | Europa II | Blue Streak, Coralie, Astris i PAS | STV-4                       | Kourou  |